# 李鍾煥 (企業家)
李鍾煥（1924年1月9日—2023年9月13日），韓國實業家、慈善家，三榮化學集團創業者。

## 生平
出生於慶尚南道宜寧郡，畢業於馬山高等學校、留學明治大學商經科。1944年被征兵到滿洲國，1945年8月本身要跟隨部隊到沖繩縣，最終途中遇上朝鮮半島終戰。戰後在首爾特別市東大門市場從精米所開始經營小商店，之後在1958年看準電容器和石油塑膠產品的商機成立三榮化學財團。2000年用個人資產成立了冠廷李鍾煥敎育財團，支援韓國教育發展，其後再在2019年出資75億韓圓準備設立能匹敵諾貝爾獎的世界冠廷科学獎。